# 国際芸術見本市
国際芸術見本市（こくさいげいじゅつみほんいち）は、日本の芸術文化を広く世界に紹介し、その市場の開拓を目的として開催された日本の芸術文化の海外展示会である。その第1回展示会は、ジャパン・アート・フェスティバル（日本芸術祭）として1966年3月、米国ニューヨークにおいて開催された。

## 国際芸術見本市協会
主催団体は社団法人国際芸術見本市協会（英語名称：Japan Art Festival Association, Inc.＝ジャパン・アート・フェスティバル・アソシエーション）。通商産業省の認可団体として1965年6月に発足した組織である。当時、芸術振興に関心を持つ超党派の国会議員有志によって国会内に結成されていた芸術議員連盟のメンバー（会長中曽根康弘）が中心となって設立したものである。
初代会長は永野重雄（富士製鐵社長）、1年後には副会長の藤井丙午（八幡製鐵副社長）が引き継いだ。顧問に中曽根康弘、駒村資正、山際正道。理事長は民社党代議士で若い頃から文学、絵画をよくした麻生良方であった。理事には芸術議員連盟に属する各党両院議員や美術評論家、作品選考委員には今泉篤男、富永惣一、野間清六、河北倫明、嘉門安雄、久保貞次郎、岡田譲、小山富士夫、山田智三郎などの美術評論家や建築家丹下健三らが名を連ねていた。
事業予算は、日本貿易振興会（ジェトロ）や日本自転車振興会を通じての公的補助と財界（芸術、文化の振興や国際交流に熱心な企業、業界団体など）からの寄付金に依存していた。

## 第1回ジャパン・アート・フェスティバル
第1回ジャパン・アート・フェスティバルは、ニューヨークの中心区マンハッタンで、1966年（昭和41年）3月22日から4月23日まで約1ヶ月間開催された。会場にはニューヨーク・マンハッタンのビジネス街パークアベニューに面して建つユニオンカーバイド・ビルヂング（現チェース・ビル、JPモルガン・チェース本社）の1階から2階に吹き抜けるメインロビーが当てられた。
有名芸術家による絵画、版画、彫刻、書などの美術、人間国宝による陶磁器、漆器、金工、木竹工、染織、織物などの伝統工芸品を展示、販売し、さらには家元による茶道（裏千家）、華道（池坊）の実演を行った。会場インスタレーションは丹下健三によって設計された。会場内の壁面を飾る巨大写真パネルのデザインは粟津潔、会期中を通じて会場に流される現代音楽は、一柳慧、武満徹による作曲、アート・フェスティバルのポスターのデザインは粟津潔、展示作品を紹介するカタログの装幀は原弘など、いずれも当代一流といわれる人々が担当した。日本の現代美術、伝統文化をこれほど幅広く網羅、凝集して、大量に海外で展示した例はかつてないことであった。

### 第1回ジャパン・アート・フェスティバル（ニューヨーク展）出展作家リスト
絵画
堂本尚郎、平山郁夫、猪熊弦一郎、井上有一、泉茂、小松豊、丸木位里、森省一郎、森田子龍、元永定正、岡部繁夫、オノサト・トシノブ、齋藤義重、佐藤敬、関根美夫、篠田桃紅、白髪一雄、菅井汲、高崎元尚、富岡惣一郎、山口長男、吉原治良
版画
靉嘔、池田満寿夫、森義利、棟方志功、村井正誠、吉田正次
彫刻
吾妻兼次郎、木村賢太郎、堀内正和、向井良吉、篠田守男、豊福知徳、辻晋堂
陶芸
荒川豊蔵、江崎一生、藤原啓、浜田庄司、今泉今右衛門、上出喜山、加守田章二、金重陶陽、加藤土師萌、加藤嶺男、河本五郎、近藤悠三、熊倉順吉、中里太郎右衛門、酒井田柿右衛門、清水卯一、鈴木治、鈴木蔵、竹田有恒、田村耕一、塚本快示、宇野宗甕、八木一夫
漆芸
赤地友哉、平安堂、増村増城、中川哲哉、春慶漆器連合協同組合、音丸耕堂、田所芳哉
金工
魚住安彦、角谷一圭、香取正彦
木・竹工
林尚月斎、飯塚小玕斎、樽源、川北浩一、黒田辰秋、生野祥雲斎、田辺竹雲斎
染織
原田麻那、川島織物、野口真造、志村ふくみ、龍村謙
その他
倉敷花むし

## 第2回・第3回・第4回ジャパン・アート・フェスティバル
当初はニューヨークのみの開催が予定されていたアート・フェスティバルであったが、計画が進むに連れて、米国内の他都市でも開催されることになった。それは日本側の希望でもあったが、この企画を聞きつけた米国内の多くの美術館、大学、美術ギャラリー、百貨店などからの開催の申し出があったからでもある。こうして第1回ジャパン・アート・フェスティバルは巡回展として、米国諸都市を巡回することになった。ニューヨーク展の後、その規模や内容をすこしずつ変えながらも、同年8月にピッツバーグ、11月にシカゴ、翌1967年1月にサンフランシスコへ巡回した。
さらに第2回としては、1967年8月にホノルル、10月にヒューストン、そして1968年には1月にニューオーリンズ、さらに第3回としてメキシコはメキシコシティ、グアダラハラ、再び米国に戻り11月にモーリーン、12月にセントルイス、1969年には第4回としてロサンゼルス、フェニックスなどの全米主要都市をほぼ4年間で巡回することになった。
現地実演を通じての茶道、華道の協力として、裏千家、池坊、古流松藤会、嵯峨流、小原流、草月流などがそれぞれ家元をはじめ幹部を派遣した。
なお、米国におけるジャパン・アート・フェスティバルの開催主体あるいは共催相手は、その形態別に分類すると以下の通りであった。
国際芸術見本市協会の単独主催
ニューヨーク展（ユニオンカーバイドビル・Union Carbide Bldg.）、ホノルル展（イリカイホテルThe Ilikai）、ヒューストン展（ヒューストン・ナチュラルガス・ビル・Houston Natural Gas Bldg.）
美術館との共催
シカゴ展（シカゴ美術館・The Art Institute of Chicago）、サンフランシスコ展（デ・ヤング美術館・M.H. De Young Museum）、フェニックス展（ロスオリーヴォス美術館・Los Olivos Museum）
百貨店との共催
ピッツバーグ展（ギンベル百貨店・Gimbel Brothers）、ニューオーリンズ展（メゾン・ブランシュ百貨店・Maison Blanche）、ロサンゼルス展（メイ百貨店・May Co.）
一般企業との共催
モーリーン展（ディアー・アンド・カンパニー・Deere & Co・農機具メーカー.）、セントルイス展（ペット・インク・Pet Inc.・食品メーカー）

## 日本芸術祭国内展示会
海外でのジャパン・アート・フェスティバルに先立って、東京国立近代美術館ではその都度国内展示会が開催された。1965年（昭和40年）12月の第1回国内展に始まり、1971年（昭和46年）に至るまでの毎年（1966年を除く）、計6回にわたって「日本芸術祭国内展」として開催され、約3万人の入場者が記録された。

## その後の国際芸術見本市協会
米国内巡回以後は、国際芸術見本市協会の財政基盤、事業内容、役員構成、事務局スタッフも大きく変わり、展示会開催地域は南米、欧州、カナダ、オーストラリア、ニュージーランドと広がりをみせた。また、美術分野においては新進ならびに若手作家の作品に重点を置くようになり、新進作家の登竜門の一翼をも担うことになった。1978年10月から、日本文化の振興と海外との文化交流活動を展開する目的の団体として、通商産業、外務省、文化庁の三省庁の許可を受け、社団法人国際芸術文化振興会 (Japan Art and Culture Association)と法人名を変更した。